# Labocerina atrata
Labocerina atrata är en tvåvingeart som först beskrevs av Fabricius 1805.  Labocerina atrata ingår i släktet Labocerina och familjen vapenflugor. Inga underarter finns listade i Catalogue of Life.